# アテモヤ
アテモヤ（英: atemoya、学名: Annona × atemoya）は、バンレイシ科バンレイシ属のバンレイシ（蕃茘枝、釈迦頭）とチェリモヤを掛け合わせて作出された交雑品種、またはその果実のことである（図1）。果実を食用とし、世界各地で栽培されている。「アテモヤ」の名は、バンレイシのブラジル名である「アテ (ate)」と、チェリモヤ (cherimoya) の「モヤ (moya)」を組み合わせて付けられた。食感や風味がパイナップルに似ていることから、台湾では、鳳梨釋迦（パイナップル + バンレイシ）と呼ばれる。「森のアイスクリーム」とも呼ばれる。

## 特徴
半落葉性の低木から小高木であり、高さ3–10メートル (m) になる。低温期がある場所では落葉する。葉は互生し、単葉、全縁。
花期は3–6ヶ月に及び、その間に2–3回の花のピークがある。例えばオーストラリアでは、初夏と晩夏または初秋に多く花をつける。花は3枚ずつ2輪の花弁をもち、外花弁が大きく厚い。
多数の雌しべに由来する多数の果実が合着した集合果であり、球形から卵形、表面は区画に分かれ、各区画は突出または平坦（下図2）。

## 人間との関わり
アテモヤは、バンレイシ（A. squamosa）とチェリモヤ（A. cherimola）を掛け合わせることによって、1908年に米国フロリダ州で作出された交雑品種である。現在では米国、イスラエル、南アフリカ、フィリピン、オーストラリアで栽培されている。
バンレイシよりは低温耐性があるが、チェリモヤよりは低温に弱い。果実生産に最適な花期の気温は22–28°Cである。品種としては‘Mroochy Gold’、‘KJ Pinks’、‘Pink's Mammoth’、‘Gefner’、‘Africn Pride’などがある。病虫害としては炭疽病（Colletrotrichia）、青枯病（Pseudomonas）、黒斑病（Phytophthora）、潰瘍病（Botryodiplodia）、果実腐敗（Gliocladium）、さび病（Phakopsora）、コバチ（Bephrata, Bephratelloides）、ガ、カイガラムシ、ハダニなどが知られている。
1990年代後期において、アテモヤの生産量が多い国はオーストラリア（3,000トン）、イスラエル（500トン）、アメリカ合衆国フロリダ州（200トン）、ハワイ州（50トン）であった。日本でもわずかに栽培されており、2013年度の日本での生産量は、沖縄県で22.6トン、鹿児島県で3.8トンであった。沖縄での収穫期は11月中旬から4月末。
完熟前に収穫し、室温で追熟した後に冷やして生食する。果肉はクリーミーで糖度が高く（20–25度）、濃厚な甘みとほのかな酸味がある。牛乳やヨーグルトと混ぜることもある。